# Тернуватий Кут
Тернува́тий Кут — село в Україні, в Криворізькому районі Дніпропетровської області. Входить до складу Криворізької міської громади. До 2020 року знаходилось у Тернівському районі Кривого Рогу. Населення становить 112 осіб. Відстань до райцентру становить близько 22 км і проходить автошляхом Т 0434.

## Географія
Село Тернуватий Кут знаходиться на лівому березі річки Саксагань, вище за течією на відстані 1 км розташоване селище Коломійцеве, нижче за течією на відстані 0,5 км розташоване село Новоіванівка, на протилежному березі — місто Кривий Ріг. Поруч проходять автомобільна дорога Т 0434 і залізниця, станція Саксагань за 3,5 км.

## Населення
За переписом населення України 2001 року в селі мешкало 112 осіб.

### Мова
Розподіл населення за рідною мовою за даними перепису 2001 року:
| Мова       | Кількість | Відсоток |
| ---------- | --------- | -------- |
| українська | 100       | 89.29%   |
| російська  | 12        | 10.71%   |
| Усього     | 112       | 100%     |

## Економіка
- Коломійцевський гранітний кар'єр.

## Відомі уродженці
- Кравцов Іван Васильович (1934—2010) — український актор, Народний артист України.